# Bűvös erdő
A bűvös erdő az absztrakt gondolkozás, a művészet egyik legrégebbi toposza, gyakran az út toposzhoz is kapcsolódik, amikor útkeresésről van szó. Titokzatos átalakulások helyszíne.

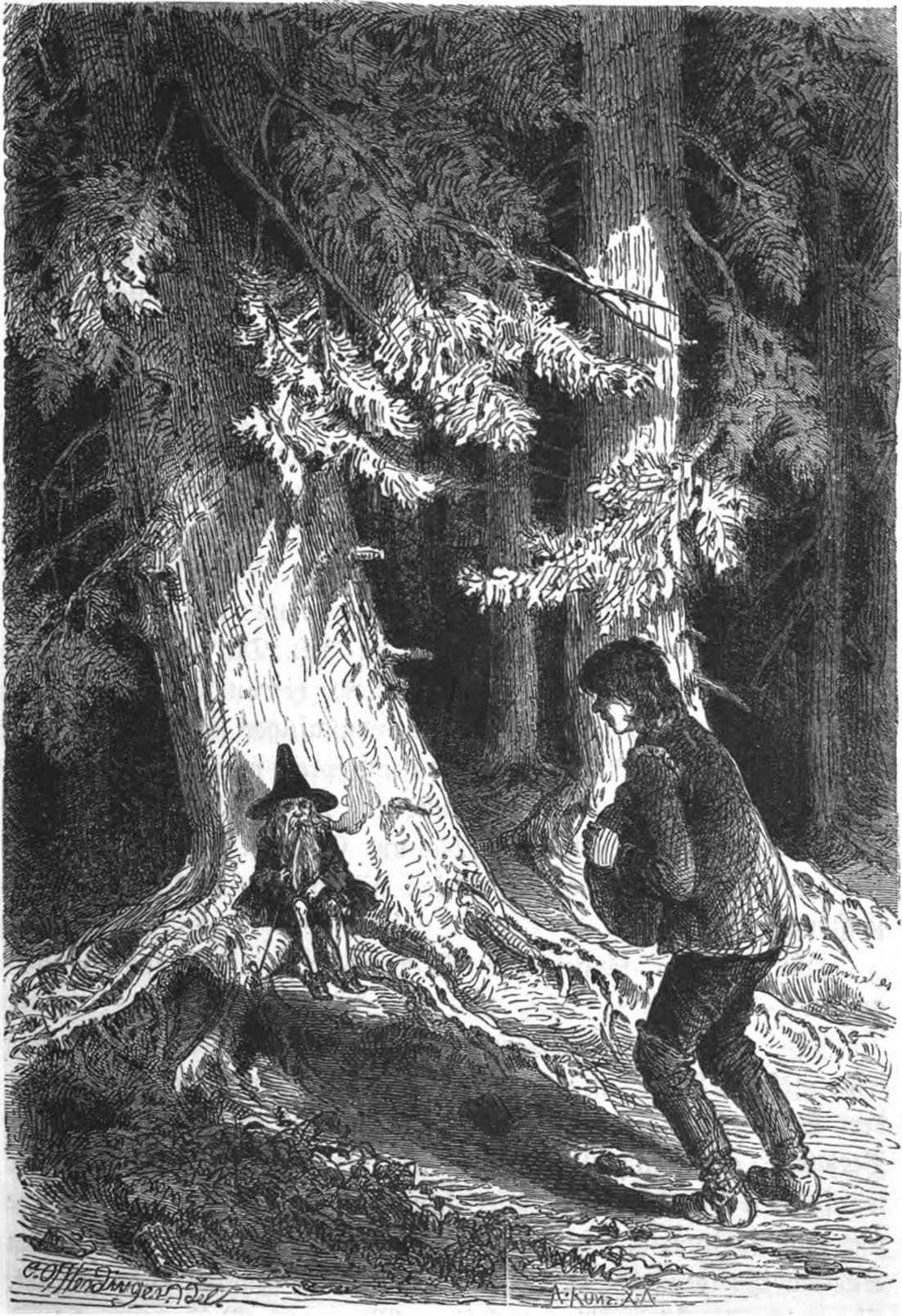
Wilhelm Hauff A kőszív című, a Fekete-erdőben játszódó meséjének Carl Offterdinger-féle illusztrációja

## A folklórban
Az erdő mélyén az ember kiszakad eredeti közössége hatóköréből, így az adott esetben épp védelmet nyújt, más esetben viszont ambivalens módon szembeállítja az ember maga által létrehozott életterét, közösségi környezetét a természettel.
Az erdőhöz való ambivalens viszonyulás különösen jól ismert például a német népmesékből és feldolgozásaikból.

## A mitológiában
A mitológiában az erdő a hősök képességei megnyilvánulásának is a színtere. Gilgames-király és Enkidu harca a Cédruserdőben Humbabával a legkorábbi ismert példa erre, de a görög és a római mitológia is szolgál példákkal, és beszámol hősök küzdelmeiről a bűvös erdőben.

## A mitológián túl
A bűvös erdő, mint eredendő kihívás továbbél a szépirodalomban, már Hippói Ágoston is többször említi a Vallomásokban. A középkori világában játszódó történetek, főleg a lovagi történetek központi eleme is az erdő.
-
A 12. századi reneszánsz után a modern irodalom kezdetén is alapvető, kulcsfontosságot kapott a bűvös erdő szimbóluma:
Nel mezzo del cammin di nostra vita

mi ritrovai per una selva oscura

ché la diritta via era smarrita. – Dante Alighieri.
selva oscura – sötét erdőbe jutottam – nyitja Dante az Isteni színjátékot.
Petrarca pedig kulcsfontosságú műveiben, például a Secretum-ban Ágostont idézve a múzsák rejtekéről, illetve a Daloskönyvben szintén beszél a bűvös erdőről, innen pedig közismert módon kerül át például az angol irodalom történetébe, William Shakespeare Szentivánéji álom című darabjába, majd Európa-szerte a barokk, majd a romantikus szerzőkhöz.

## Bűvös erdő a művészetben
- Gilgames-eposz
- Dante Alighieri: Isteni színjáték
- Wilhelm Hauff: A kőszív[3]

- Bartók Béla: Cantata Profana